# Exhyalanthrax viduatus
Exhyalanthrax viduatus är en tvåvingeart som först beskrevs av Friedrich Hermann Loew 1860.  Exhyalanthrax viduatus ingår i släktet Exhyalanthrax och familjen svävflugor. Inga underarter finns listade i Catalogue of Life.